# Klipper
En klipper (eller clipper) var en hurtig og flermastet sejlskibstype, anvendt som handelsskib i slutningen af 1800-tallet. Et kendt eksempel på en klipper er Cutty Sark. De to skibe Cutty Sark og Thermopylae sejlede i år 1872 fra Kina samme dag og ankom efter 122 dage til England med få dages mellemrum i kapløbet om at komme først med en last af årets høst af te. Der var store penge at tjene på at komme først. Da Suez-kanalen åbnede for dampskibe i 1869 var det ved at være slut med at tjene de store penge på klipperne.